# Carlos de Baja Lorena

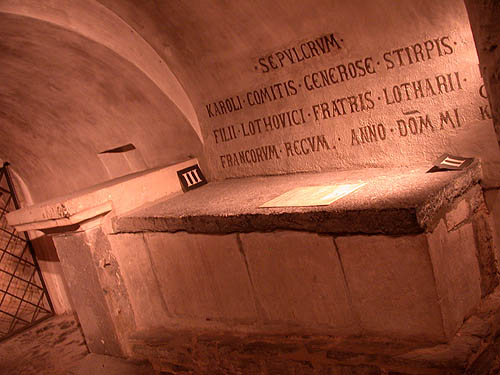
Tumba de Carlos en la Basílica de San Servando en Maastricht (Países Bajos)

Carlos (953-993) fue duque de Baja Lorena desde 977 hasta su muerte.

## Biografía
Nacido en Laon en el verano de 953, Carlos era el hijo de Luis IV de Francia y Gerberga de Sajonia y el hermano menor del rey Lotario. Era descendiente en sexta generación de Carlomagno. Cuando su padre fue capturado por los normandos y retenido, se exigió un rescate a sus dos hijos. La reina Gerberga sólo enviaría a Carlos, que entonces fue entregado y su padre fue liberado a la custodia de Hugo Capeto.
En o antes de 976, acusó a la esposa de Lotario, Emma, hija de Lotario II de Italia, de infidelidad con el obispo Adalberón de Laon. El consejo de Sainte-Macre en Fismes (cerca de Reims) exoneró a la reina y al obispo, pero Carlos mantuvo su pretensión y fue expulsado del reino, encontrando refugio en la corte de su primo, Otón II. Otón prometió coronar a Carlos tan pronto como Lotario estuvo fuera de escena y Carlos le rindió homenaje, recibiendo de nuevo la Baja Lorena.
En agosto de 978, Lotario invadió Alemania y capturó la capital imperial de Aquisgrán, pero fracasó a la hora de capturar a Otón o a Carlos. En octubre, Otón y Carlos a su vez invadieron Francia, devastando la tierra alrededor de Rheims,
Soissons, y Laon.  En esta última ciudad, la sede principal de los reyes de Francia, Carlos fue coronado por Teodorico I, obispo de Metz. Lotario huyó a París y allí lo asediaron. Pero un ejército de Hugo Capeto acudió en su rescate y forzó a Otón y Carlos a elevar el asedio el 30 de noviembre. Lotario y Capeto, cambiando de nuevo las tornas, persiguieron al rey alemán y su vasallo de vuelta a Aquisgrán y volvieron a tomar Laon.
Como había sido también vasallo de Lotario, los actos de Carlos en nombre de Otón fueron considerados traición y fue a partir de ahí excluido del trono. A la muerte de Lotario (986), los magnates eligieron a su hijo Luis y a la muerte del último (987), Hugo Capeto. Así, la Casa de los Capetos llegaron al trono sobre un desgraciado e ignorado Carlos. El matrimonio de Carlos, nada excepcional, y su falta de salud son dos de las razones que le negaron el trono. Carlos le hizo la guerra a Hugo, incluso tomando Reims y Laon. Sin embargo, el Jueves Santo (26 de marzo) 991, fue capturado, a través de la perfidia del obispo Adalberon, y fue aprisionado por Hugo en Orléans, donde murió un poco de tiempo después, en o antes de 993. Fue sucedido como duque de Baja Lorena por su hijo Otón.
En 1666, el sepulcro de Carlos fue descubierto en la Basílica de San Servando en Maastricht. Su cuerpo parece haber sido enterrado allí sólo en 1001, pero esa no es la fecha de la muerte, como algunos eruditos asumen. Aunque Carlos gobernó la Baja Lorena, los duques de Lorena (Alta Lotaringia) le contaban como Carlos I de Lorena.

## Familia
En 970 Carlos se casó con Adelaida, cuyo parentesco se desconoce. Juntos, Adelaida y él tuvieron a:
- Gerberga de Baja Lorena, quien se casó con Lamberto I de Lovaina[1]
- Otón, que lo sucedió como duque de Baja Lotaringia[1]
- Luis (h. 989-después de 993)[1]
- Carlos (n. 989)[1]
- Adelaida, que en 990 se casó con Alberto I de Namur[1]